# Пауков, Андрей Владиславович
Андре́й Владисла́вович Пауко́в (9 декабря 1976, Орёл) — российский футболист, вратарь.

## Карьера
С 1996 по 1999 год играл за «Моздок» из одноимённого города. Летом 1999 перешёл во владикавказский «Автодор», в котором во Втором дивизионе за 55 игр пропустил всего 35 мячей. В 2001 году перешёл в главную команду Северной Осетии — «Алания», за которую в матчах Высшей лиги дебютировал 18 июля 2001 года, пропустив в домашнем матче от московских динамовцев три мяча, однако владикавказцы в том матче добились ничьей, а сам Пауков провёл остаток сезона на скамейке запасных. Летом 2002 года Пауков покинул «Аланию». В 2003 году играл за «Лукойл» из Челябинска. Сезон 2005 года провёл в команде Первого дивизиона «Волгарь-Газпром» из Астрахани.